# Plectania chilensis
Plectania chilensis är en svampart som först beskrevs av Jean François Montagne, och fick sitt nu gällande namn av Gamundí 1971. Plectania chilensis ingår i släktet Plectania och familjen Sarcosomataceae.   Inga underarter finns listade i Catalogue of Life.